# Coropuna
Coropuna (hiszp. Nevado Coropuna, Volcán Coropuna) – nieczynny masyw wulkaniczny w regionie Arequipa, w Peru, w północno-zachodniej części Ameryki Południowej. Stratowulkan położony jest w Kordylierze Zachodniej. Jego wysokość sięga 6425 m n.p.m.

## Pierwsze wejścia szczytowe
Znaleziska archeologiczne na jej stokach dowodzą, według obwieszczenia Museo de la Universidad Nacional de San Agustín z 1979 r., że na partie podszczytowe Coropuny wchodzili już Inkowie. Kiedy w 1910 r. pojawiło się w kręgach badaczy przypuszczenie, że Coropuna może  być wyższa od Aconcagui, dwie niezależne od siebie wyprawy wyruszyły w rok później, aby m.in. przeprowadzić rozstrzygające pomiary. Archeolog i podróżnik Hiram Bingham wszedł na najwyższy szczyt o wysokości 6425 m, czyli niemal o 500 m niższy od Aconcagui. Na czele drugiej wyprawy stała amerykańska podróżniczka, alpinistka i sufrażystka Annie Smith Peck. Weszła ona na dwa wschodnie wierzchołki o wysokościach ok. 6305 m i ok. 6234 m. Na jednym z nich umieściła proporzec z napisem VOTES FOR WOMEN. Na wierzchołek północny, Coropuna Casulla (6377 m), weszli w 1952 r. Piero Ghiglione, Manuel Montañez, Victor Motta, and Mathias Rebitsch, a na zachodni, Nevado Pallacocha (6 171 m), Hans Raum i Heinz Thater w 1974 r. Pozostałe szczyty środkowe pozostają – wg American Alpine Journal z 2013 r. – być może nadal niezdobyte.